# Ліопельма Арчея
Ліопельма Арчея (Leiopelma archeyi) — вид земноводних з роду Ліопельма родини Гладконоги. Отримала назву на честь директора оклендського інституту Гілберта Арчея. Цей вид мало змінився за останні 200 мільйонів років

## Опис
Загальна довжина досягає 3—4 см. Спостерігається статевий диморфізм: самиці трохи більші за самців. За своєю будовою схожа на інших представників свого роду. Має на спині залози, що виділяють отруйні речовини. Втім вони небезпечні лише для ворогів цієї жаби. Забарвлення коричнювате із світлими плямочками. Зустрічаються й світліші особини.

## Спосіб життя
Полюбляють вологі лісові, гірські місцини. Зустрічається на висоті від 400 до 1000 м над рівнем моря. Вдень ховається у лісовій підстилці. Активна вночі. Живиться дрібними безхребетними.
Статева зрілість на стає у 3—4 роки. Самець будує гнізда, де відбувається розмноження. Самець схоплює самицю амплексусом. Самиця відкладає 4—15 яєць діаметром 8—11 мм. Пуголовки розвиваються всередині ікри. З'являються молоді жабенята. У ліопельми Арчея дуже турботливі батьки. Самець носить молодь у себе на спині.

## Розповсюдження
Мешкає на північному сході Північного острова Нової Зеландії.